# Sielsowiet Żyrmuny
Sielsowiet Żyrmuny (biał. Жырмунскі сельсавет; ros. Жирмунский сельсовет) – sielsowiet na Białorusi, w obwodzie grodzieńskim, w rejonie werenowskim, z siedzibą w Żyrmunach.
Według spisu z 2009 sielsowiet Żyrmuny zamieszkiwało 1082 osób, w tym 954 Polaków (88,17%), 88 Białorusinów (8,13%), 28 Rosjan (2,59%), 5 Ukraińców (0,46%), 3 Litwinów (0,28%), 3 osoby innych narodowości i 1 osoba, która nie podała żadnej narodowości.

## Miejscowości
- agromisteczko:
  - Żyrmuny
- wsie:
  - Biłańce
  - Bojary
  - Budrewicze
  - Gudele
  - Kaweryki
  - Maguny
  - Mędrykowszczyzna
  - Mnichy
  - Ożeliszki
  - Piatkowszczyzna
  - Pliki
  - Skowrody
  - Stuki
  - Szalcinie
  - Szewierdaki
  - Towkinie
  - Zaleskie
  - Żylance
- chutory:
  - Hancewicze
  - Jaświły
  - Mielewicze
  - Możejkowszczyzna